# Brest Albatros Hockey
Die Albatros de Brest (offizieller Name: Brest Albatros Hockey) sind eine französische Eishockeymannschaft aus Brest, welche 1991 gegründet wurde und derzeit in der Division 1, der zweithöchsten französischen Eishockeyliga, spielt.

## Geschichte
Der Verein wurde 1991 gegründet. Die Albatros de Brest nahmen in der Saison 1993/94 erstmals am Spielbetrieb der höchsten französischen Eishockeyspielklasse teil. Der größte Erfolg der Albatros war der Gewinn des französischen Meistertitels in den Spielzeiten 1995/96 und 1996/97. Im Anschluss an die Meisterschaft 1997 musste sich der Verein aus finanziellen Gründen jedoch aus der höchsten französischen Spielklasse zurückziehen und begann einen Neuanfang in der viertklassigen Division 3. In der Folgezeit spielte die Mannschaft erneut mehrfach erstklassig, musste sich 2000 und 2004 allerdings erneut aus finanziellen Gründen aus der französischen Eliteliga zurückziehen.
In der Saison 2011/12 spielte Brest in der zweiten französischen Spielklasse, der Division 1 und schaffte 2013 den Aufstieg in die Ligue Magnus. Nachdem der Klub einige Jahre später wieder abstieg, spielt er derzeit wieder in der Division 1, wo er den 2018 den Aufstieg erst durch eine Niederlage im Playoff-Finale gegen Anglet Hormadi Élite verpasste.

## Bekannte ehemalige Spieler
- Patrick Daley
- Mike Pellegrims
- Fabrice Lhenry
- Michael Bresagk